# Molophilus (Molophilus) sagax
Molophilus (Molophilus) sagax is een tweevleugelige uit de familie steltmuggen (Limoniidae). De soort komt voor in het Neotropisch gebied.